# Fekete-Kovács Kornél
Fekete-Kovács Kornél (Kiskunhalas/Budapest, 1970. augusztus 4. –) magyar zenész, zeneszerző, trombitaművész, jazz-zenész, egyetemi tanár.

## Életpályája
Szülei: Fekete-Kovács Győző és Orbán Anna voltak. Baján nőtt fel. 1975-ben kezdett hegedülni. 1980-ban kezdett trombitán játszani. 1988–1992 között a Bartók Béla Zeneművészeti Szakközépiskola diákja volt. 
1989-ben a Rózsaszín Bombázók tagja volt. 1989–1992 között a Studium Dixieland Band tagja volt. 1990–1992 között a Fortinbras Quintett tagja volt. 1992–1994 között a Brass Age zenésze volt. 1993–1995 között a Junior Jazz Quartett tagja volt. 1993–1999 között az Oláh Kálmán Szextett tagja volt. 1995–2010 között a Liszt Ferenc Zeneművészeti Egyetem Jazz tanszékének tanára volt. 1996-ban a 9:30 Zenekar tagja volt. 1997 óta a Kőbányai Zenei Stúdió tanára. 1998–2002 között a Zeneművészeti Főiskola hallgatója volt. 1998–2005 között a Budapest Jazz Orchestra alapítója, művészeti vezetője és szólistája volt. 
1999–2002 között saját zenekara, a Black Smith Workshop tagja volt. 2001–2004 között a Budapesti Big Band Találkozó alapítója, a rendezvény főszervezője volt. 2002-től tagja Dés László Szeptettjének és Horgas Eszter Class Jazz Band zenekarának, valamint az Emil.RuleZ! együttesnek. 
2003-tól a Németh Gábor Project szólistája. 2003–2005 között a Magyar Jazz Szövetség elnökségi tagja, a Szövetség big band szekciójának vezetője volt. 2005 őszétől a Modern Art Orchestra (MAO) vezetőjeként dolgozik.
2005-től a Magyar Jazzművészek Társaságának tagja, 2009-től elnöke. 2006 elején megalapította saját kvártettjét Fekete-Kovács Kornél Quartet néven.
| - A Lelkiismeret – Narratív Kamaradarabok (1993) - Oláh Kálmán Sextet: Night Silence (1995) - Binder Károly: Retropolis – Old songs, new dreams (1998) - Hárs Viktor: Contacts and Conflicts (1998) - Jazz+Az: Kalózok (1998) - Bosambo Trio: Tongue-tied (1999) - László Attila Band: Smart Kid (1999) - Márkus Tibor/Equinox Quartet: Three Trees (1999) - Jazz+Az: Egynek Jó Volt (2000) - Regős: Verbunkos – Liszt Ferenc Academy of Music Jazz Faculty Vol.1 (2000) - Trio Midnight featuring Lee Konitz: On Track (2000) - Dunai Exodus (2002) - Horgas Eszter Arcai III. – Class Jazz Band: Spanish Night – Live Concert (2002) - Pege Aladár: Music for everybody (2002) - Tibor Márkus, Equinox Quartet: Are you free? (2002) - Budapest Jazz Orchestra with Dave Liebman: Human Circle – The Wayfarer (2003) - Metszetek (2003) - Winand Gábor: Agent spirituel (2003) - Cotton Club Singers – Luxury (2004) - Eötvös Péter: Snatches (2004) - Gergő Borlai: Sausage (2004) - Tibor Márkus/Equinox: Eclectic (2004) - Hungarian Jazz Store (2005) - Örömkoncert 2005 (2005) - Utcazene (2005) - Blues egy trombitásért (2007) - Cotton Club Singers: Hofimánia (2007) - Dés László: Sose halunk meg (2007) - Alteregos (2008) - Eclectic Path (2009) - Trio3PO: Cheat (2009) - Bacsó Kristóf Quartet: Nocturne (2012) - Modern Art Orchestra: ZeneHajó (2013) - Circular (2014) - Babos' Makrokozmosz (2016) | - Black Smith Workshop: Childhood 'round 2000 (1999) - Budapest Jazz Orchestra: Budapest Jazz Suite (2001) - Integro / Grandeur (2010) - Modern Art Orchestra Plays Béla Bartók: Tizenöt magyar parasztdal (2018) |

## Díjai
- Arany Zsiráf-díj (2000)
- Artisjus-díj (2000, 2004)
- eMeRTon-díj – Az Év Zeneszerzője (2002)
- Liszt Ferenc-díj (2009)
- Orszáczky Miklós–díj (2010)[7]
- Fonogram-díj (2011)[7]